# Betty Woodman
Elizabeth Woodman (de soltera Abrahams; Norwalk, 14 de mayo de 1930- 2 de enero de 2018) fue una artista de cerámica estadounidense.

## Biografía
Betty Woodman nació en Norwalk, Connecticut, de Minnie y Henry Abrahams. Sus padres eran socialistas progresistas y su madre la educó desde un punto de vista feminista. Durante el séptimo grado, sofocada por los cursos de economía doméstica a los que las mujeres jóvenes eran relegadas, se abrió camino con éxito en una clase de carpintería, donde aprendió a usar un torno. Woodman comenzó las clases de cerámica a los 16 años e inmediatamente se dedicó a la arcilla. Asistió a la Escuela de Artesanos Estadounidenses de la Universidad Alfred de Nueva York desde 1948 hasta 1950.

## Carrera profesional
Woodman comenzó su carrera en la década de 1950 como ceramista. Su carrera pasó de la cerámica funcional al arte fresco y exuberante que culminó en una muestra retrospectiva en el Museo Metropolitano de Arte de Nueva York en 2006, la primera retrospectiva de este tipo para una ceramista viva, y una exposición individual en el Instituto de Arte Contemporáneo de Londres en 2016 con el título Theatre of the Domestic. Fue profesora de arte en la Universidad de Colorado Boulder de 1978 a 1998. Después de la muerte de su hija en 1981, el trabajo de Woodman cambió, evolucionando de la cerámica funcional a la más abstracta, transformando así su carrera. Recibió un doctorado honorario de CU en 2007. Woodman convenció al personal del ayuntamiento de Boulder en la década de 1950 para que financiaran el Laboratorio de Cerámica, convirtiéndolo en uno de los primeros programas recreativos de cerámica en los Estados Unidos. Su visión era que los estudiantes hicieran cerámica por diversión pero que también desarrollaran su arte hacia una carrera. La creación del Laboratorio de Cerámica resultó en la construcción de alrededor de 100 hornos en el área de Boulder.

## Familia
Betty Woodman conoció a George Woodman en una clase de cerámica que estaba enseñando en Boston en 1950. Se casaron en 1953. George Woodman era pintor y fotógrafo. Dirigió el departamento de arte de la Universidad de Colorado en Boulder. Murió en marzo de 2017. Betty y George Woodman tuvieron dos hijos. Su hija, Francesca Woodman, fue una fotógrafa aclamada que se suicidó en 1981 a los 22 años. Su hijo, Charles Woodman, es artista.

## Premios y reconocimientos
Entre los premios y reconocimientos que recibió:
- Becas del Fondo Nacional de las Artes (1980,1986)
- Beca de la Fundación Rockefeller en el Bellagio Study Center, Bellagio, Italia (1995)
- Beca Fulbright-Hays a Florencia Italia (1996)
- Doctora Honoris Causa en Bellas Artes de la Facultad de Arte y Diseño de Nueva Escocia (2006)
- Doctora Honoris Causa en Letras Humanas de la Universidad de Colorado Boulder (2007)[10]
- Doctorado honoris causa en Bellas Artes de la Escuela de Diseño de Rhode Island (2009)[11]
- Medalla de oro a la artesanía consumada, premios del American Craft Council (2014)[12]

## Exposiciones
Woodman expuso en museos y galerías en los EE. UU. e internacionalmente:
- 'Betty Woodman' en el Stedelijk Museum, Ámsterdam (1996)[5]
- 'Betty Woodman' en el Museo de Arte Contemporáneo Daum, Sedalia, MO (2002)[13]
- 'Teatros de Betty Woodman' en el Museu Nacional do Azulejo, Lisboa (2005) y el Musée Ariana, Ginebra (2006)
- 'The Art of Betty Woodman', una exposición retrospectiva de su carrera en el Metropolitan Museum of Art, Nueva York (2006)[6]
- 'Betty Woodman: Roman Fresco / Pleasures and Places' exhibido por primera vez en la Academia Americana en Roma (2010)[14]
- 'Betty Woodman: Teatro de lo doméstico' en el Instituto de Arte Contemporáneo de Londres, 2016[15]

## Colecciones
El trabajo de Woodman está incluido en colecciones públicas:
- Museo de Bellas Artes de Boston[16]
- Museo de Arte de Denver, Denver, CO[17]
- Museo Metropolitano de Arte, Nueva York[18]
- Musée des Arts Décoratifs, París
- Museo de Arte Moderno de Nueva York[19]
- Whitney Museum of American Art, Nueva York[20]
- Galería Nacional de Arte, Washington D. C.[21]
- Museo de Arte de Filadelfia, Filadelfia, PA[22]
- Museo de Victoria y Alberto, Londres[23]
- Instituto de Arte de Minneapolis[24][25]

## Otras contribuciones
En el documental de 1991 Thinking Out Loud, Woodman es entrevistado por el curador y pintor John Perreault . En 2006, la monografía, Betty Woodman, se produjo junto con su retrospectiva en el Museo Metropolitano de Arte, e incluye ensayos curatoriales de Janet Koplos, Barry Schwabsky yArthur Danto.